# Niitsu (Niigata)
Niitsu (新津市 Niitsu-shi?) fue una ciudad localizada en la prefectura de Niigata, Japón. La ciudad tenía un área de 78,28 km² y una población de 66.058 habitantes (2003).
La ciudad fue fundada el 1 de enero de 1951. No obstante el 21 de marzo de 2005 fue asimilado por la ciudad de Niigata.
- Datos: Q711199